# 2012年3月三陸近海地震
2012年3月三陸地震是日本東北地區以東的三陸近海（即三陸沖）海域於2012年3月14日日本時間傍晚發生一次Mj6.9的地震（矩震级为6.9级～7.0级）；震中位於北海道襟裳町東南210公里附近的太平洋海域，震源深度為10公里；是次地震也引發最高達0.2米高的海嘯。

## 地震
日本氣象廳於2012年3月14日日本時間18時09分於北緯40.465度、東經145.136度（即北海道襟裳町東南210公里附近）的太平洋海域錄得一次Mj6.9的地震，其震源深度為10公里，屬淺層地震。日本氣象廳位於北海道釧路町、青森縣八戶市及南部町、岩手縣普代村的地震觀測點均錄得日本本土最大震度為震度4；而日本的其他縣市也錄得不同級別的震度。
因是次地震而發生達黎克特制超過5級的餘震至今（2012年3月15日）共有4次；地震當晚的19時49分發生一次達到Mj6.0的餘震，而於當晚19時58分及20時40分也錄得不大於Mj6.0的餘震；而地震翌日早上9時9分於北緯39.1度、東經144.0度也發生一次規模達Mj5.2的地震。

## 海嘯
是次地震引發海嘯，因此日本氣象廳於地震發生後3分鐘率先對青森縣太平洋沿岸地區及岩手縣發出海嘯注意警報，及後於18時35分又對北海道東部及中部的太平洋沿岸地區也發出海嘯注意警報；是次海嘯注意警報是日本氣象廳於2011年8月19日的福島縣外海地震後首次發出。青森縣及岩手縣的陸前高田市、釜石市、大船渡市、山田町等共有九個沿海地區一度需要疏散至較高的地方。日本氣象廳於19時40分取消所有地區的海嘯注意警報。
日本氣象廳在北海道襟裳町的觀測站於18時46分錄得到達日本的第一波海嘯，海嘯高度達0.2米；而其他觀測站也陸續錄到是次海嘯；日本氣象廳於19時44分發表的海嘯報告中顯示在青森縣的八戶市也次錄得達0.2米的最高海嘯高度。

## 震後分析
對於是次地震以及在同日晚上次千葉縣以東近海發生的地震，日本地震學家小原一成表示福島縣到茨城縣一帶的地殼板塊之間發生滑塌情況而可能引致發生大地震的情況 。

## 備註
1. ↑  美國地質調查局錄得是次地震位於北緯40.899度、東經144.923度[4]
2. ↑  美國地質調查局錄得矩震级6.9級[4]；而香港天文台則錄得黎克特制7.3級[6]
3. ↑  美國地質調查局錄得震源深度為26.6公里[4]
4. ↑  香港天文台錄得是次地震為黎克特制6.2級[8]

## 資料來源
1. 1 2 3 4 5  . 日本氣象廳. 2012年3月14日  [2012年3月14日]. （原始内容存档于2012年3月16日） （日语）.
2. ↑  .   [2016年8月31日]. （原始内容存档于2020年4月25日）.
3. ↑   (PDF).   [2016年8月31日]. （原始内容存档 (PDF)于2016年4月29日）.
4. 1 2 3  . 美國地質調查局.   [2012年3月14日]. （原始内容存档于2012年3月15日） （英语）.
5. 1 2 3 4  . 日本氣象廳.   [2012年3月16日]. （原始内容存档于2012年4月20日） （日语）.
6. ↑  . 香港天文台. 2012年3月14日  [2012年3月14日]. （原始内容存档于2012年3月16日） （繁体中文）.
7. 1 2  . 讀賣新聞. 2012年3月14日  [2012年3月15日]. （原始内容存档于2012年3月15日） （日语）.
8. ↑  . 香港天文台. 2012年3月14日  [2012年3月15日]. （原始内容存档于2012年3月16日） （繁体中文）.
9. ↑  . 日本氣象廳. 2012年3月14日  [2012年3月15日]. （原始内容存档于2012年3月16日） （日语）.
10. ↑  . 日本氣象廳. 2012年3月15日  [2012年3月15日]. （原始内容存档于2012年3月18日） （日语）.
11. ↑  . 日本氣象廳. 2012年3月14日  [2012年3月14日]. （原始内容存档于2016年3月5日） （日语）.
12. ↑  . 日本氣象廳. 2012年3月14日  [2012年3月14日]. （原始内容存档于2014年2月3日） （日语）.
13. ↑  . 讀賣新聞. 2012年3月14日  [2012年3月15日] （日语）.
14. ↑  . 讀賣新聞. 2012年3月14日  [2012年3月15日]. （原始内容存档于2012年3月15日） （日语）.
15. ↑  . 日本氣象廳. 2012年3月14日  [2012年3月14日]. （原始内容存档于2016年3月5日） （日语）.
16. ↑  . 日本氣象廳. 2012年3月14日  [2012年3月14日]. （原始内容存档于2012年4月18日） （日语）.
17. ↑  . 日本氣象廳. 2012年3月14日  [2012年3月14日]. （原始内容存档于2016年3月5日） （日语）.
18. ↑  . 中廣新聞網. 2012-03-15  [2012-03-16]. （原始内容存档于2012-07-13）.